# Telamoptilia geyeri
Telamoptilia geyeri là một loài bướm đêm thuộc họ Gracillariidae. Chúng sinh sống ở Zimbabwe và Nam Phi.
Ấu trùng ăn Pavonia columella. Chúng gập lá làm tổ.